# Ooctonus himalayus
Ooctonus himalayus is een vliesvleugelig insect uit de familie Mymaridae. De wetenschappelijke naam is voor het eerst geldig gepubliceerd in 1989 door Subba Rao.